# المعاهدة السورية الفرنسية 1936
المعاهدة السورية الفرنسية لعام 1936 (الإنجليزية: Franco-Syrian Treaty of Independence)، وتعرف باسم معاهدة الاستقلال. نصّت على استقلال البلاد وإخراجها من دائرة الدول المنتدب عليها من قبل فرنسا، وعقد صداقة وتحالف بين البلدين. استمرت المفاوضات حول المعاهدة ستة أشهر، من مارس وحتى سبتمبر 1936، وترأس الوفد السوري رئيس الكتلة الوطنية، والرئيس المقبل للجمهورية، هاشم الأتاسي.
صدّق البرلمان السوري في ديسمبر 1936 على الاتفاقية، أما البرلمان الفرنسي لم يصدّق عليها، ومن ثم حالت الحرب العالمية الثانية من أي نشاط سياسي يفضي إلى إقرارها النهائي من قبل فرنسا؛ غير أن الجنرال شارل ديغول قد أعلن استقلال سوريا عام 1941 بعد أن دخل دمشق طاردًا قوات حكومة فيشي منها. وتعتبر المعاهدة إحدى ثمار التفاهم المعقود بين الكتلة الوطنية وسلطة الانتداب في دمشق بعد الإضراب الستيني الذي عمّ البلاد بدءًا من فبراير 1936. وقد شجعت المعاهدة السورية الفرنسية على توقيع اتفاق شبيه بين لبنان وفرنسا في نوفمبر 1936، غير أن البرلمان الفرنسي لم يقرّه أيضًا، تمامًا كما حصل مع سوريا، ولن يتم الاعتراف باستقلال لبنان حتى 1943.
المعاهدة مكونة من تسعة مواد، مع ملحق عسكري من ثمانية مواد، تعزز «السلم والصداقة والتحالف بين فرنسا وسوريا» و«سياسة التشاور بين الحكومتين في كل أمر يمسّ مصالحهما المشتركة». وعلى الرغم من عدم إقرار المعاهدة من قبل فرنسا نهائيًا، فقد كان للمعاهدة آثار إيجابية من ناحية توحيد البلاد بالشكل المعروفة عليه اليوم، وكما يقول المؤرخ يوسف الحكيم: «وقوف مندوب المفوض السامي ومعاونيه في دمشق وسوريا، بعيدين كل البعد عن التدخل في شؤون الحكومة، واقتصار المستشارين لدى الوزارات، على إبداء الرأي إذا ما استشيروا، بخلاف ما كانوا عليه من تدخل في كل كبيرة وصغيرة».

## الوفد السوري
| العضو            | الصفة                              |
| ---------------- | ---------------------------------- |
| هاشم الأتاسي     | رئيس الوفد، عميد الكتلة الوطنية    |
| فارس الخوري      | ممثل عن الكتلة الوطنية             |
| جميل مردم        | ممثل عن الكتلة الوطنية             |
| سعد الله الجابري | ممثل عن الكتلة الوطنية             |
| مصطفى الشهابي    | وزير المعارف، ممثل الحكومة السورية |
| إدمون الحمصي     | وزير المالية، ممثل الحكومة السورية |
| نعيم إنطاكي      | مستقل، أمين سر الوفد               |
| إدمون رباط       | مستقل، أمين سر الوفد               |

## انظر ايضا
- History of Syria
- تفويض عصبة الأمم
- هاشم الأتاسي
- الإمبراطورية الاستعمارية الفرنسية
- Sykes-Picot agreement